# Instituto de Investigación de Patología Molecular

El Instituto de Investigación de Patología Molecular (IMP, por sus siglas en inglés) es un instituto de investigación básica en biomedicina ubicado en Viena, Austria. Está financiado mayoritariamente por la compañía Boehringer Ingelheim.
En el IMP trabajan catorce grupos independientes que llevan a cabo investigación puntera en temas relacionados con la Biología. En concreto, hay grupos de investigación relacionados con la Biología estructural la bioinformática, biología celular y molecular, epigenética y diferenciación y desarrollo.

## Historia
En los años 80, la compañía privada Boehringer Ingelheim, mayormente basada en la producción química, y con el objetivo de expandir su área de trabajo hacia un ámbito más biotecnológico, se asoció con Genentech para fundar en Europa un instituto independiente dedicado a la investigación básica en biomedicina. De esta colaboración se acordó la fundación del actual Instituto de Investigación en Patología Molecular (Research Institute of Molecular Pathology) en 1988 en la ciudad austriaca de Viena.
La selección de la ciudad en la que debía ubicarse el nuevo centro, no careció de controversia, ya que en aquella época Viena carecía de tradición investigadora en Biología Molecular y se encontraba muy cercana al todavía conflictivo bloque del este.
El director elegido para la organización y creación del instituto fue Max Birnstiel el entonces director del Instituto de Biología Molecular II de la Universidad de Zúrich.
Para el nuevo IMP se construyó un nuevo edificio en el tercer distrito de Viena en una antigua fábrica de radios “ Hornyphon” y el instituto abrió oficialmente sus puertas en 1988.
En 1993 y debido a la crisis financiera, Genentech retiró su parte para la financiación al instituto, y Boehringer Ingelheim se convirtió en el principal espónsor del IMP. El gobierno austriaco también colabora actualmente en su financiación.
A raíz de la inauguración del IMP, tres institutos de la Facultad de Ciencia y Medicina de la Universidad de Viena se han mudado a los alrededores de IMP y ahora constituyen los laboratorios Max F. Perutz (MFPL) dirigidos por Grahan Warren. Además el campus se ha enriquecido con la creación de dos nuevos institutos dependientes de la Academia Austríaca de Ciencias: el Instituto de Biotecnología Molecular (IMBA) dirigido por Josef Penniger y el Gregor Mendel Institute (GMI), dirigido por Magnus Nordborg.
Tras la jubilación de Max Birnstiel en 1996 le sustituyó Kim Nasmyth hasta 2006 año en el que Barry Dickson asumió la dirección que aún ostenta.

## Áreas de investigación científica
Los científicos en el IMP dedican sus esfuerzos a la investigación básica intentando desentrañar los misterios fundamentales de la vida a nivel molecular y celular. Los campos que se estudian en el IMP incluyen un amplio espectro de temas y especialidades que incluyen la Neurobiología, la Estructura de proteínas, la Bioinformática, la Biología Molecular y la Celular, la Oncología y la Biología del desarrollo.
En el centro no existen departamentos asignados y las áreas de interés del instituto pueden variar según se incorporen al centro nuevos investigadores. Actualmente el IMP cuenta con 14 grupos de investigación independientes. Los temas que se investigan en este momento en el IMP son:
- Circuitos neurales en Drosophila (Barry Dickson)
- Mecanismos y circuitos sinápticos en la formación de la memoria (Simon Rumpel)
- Progresión tumoral: Plasticidad de desarrollo anormal / Reprogramación? (Hartmut Beug)
- Desarrollo de células madre hematopoyéticas (Meinrad Busslinger)
- Formación del esqueleto de vertebrados (Christine Hartmann)
- Polaridad celular en el desarrollo (Carrie Cowan)
- Inactivación cromosómica del cromosoma-X en mamíferos (Anton Wutz)
- Bases moleculares de la migración celular(David Keays)
- Diseño y función de máquinas moleculares (Thomas Marlovits)
- Mecanismos moleculares de control de la calidad de proteínas y de respuestas al estrés (Tim Clausen)
- Transferencia de señales y sustratos a través de la membrana celular (Peggy Stolt-Bergner)
- Biología sistémica de redes y motivos reguladores - hacia el entendimiento de la expresión génica desde la secuencia de ADN (Alexander Stark)
- Mecanismos moleculares de la función de cinetocoro (Stefan Westermann)
- Mitosis (Jan-Michael Peters)

## Servicios de apoyo científico
El IMP ofrece las técnicas y servicios más avanzados para asistir la labor de los científicos. Posee un departamento de bioinformática, BioÓptica, donde concentran los servicios de citometría de flujo y microscopía y otro departamento dedicado a la microscopía electrónica. En la sección de genómica se pueden analizar biochips y secuenciar genomas completos mediante secuenciación de alto rendimiento. También se ofrece ayuda en la espectrometría de masas y un departamento de química proteica.
Además hay un centro de referencia especializado: la biblioteca Max Perutz, que sirve al IMP, al IMBA y al GMI, que está abierta al público en general, y otros servicios administrativos, de cuidados del animalario y guardería.

## Programa de doctorado internacional
El IMP en colaboración con los institutos del Capus de Vienna Biocenter y la Universidad de Viena ofrece un programa de doctorado internacional (International PhD program) cuyo objetivo es formar científicos excepcionales entrenados en dar respuesta a cuestiones biológicas importantes y que se desarrollen como científicos independientes. Los estudiantes de doctorado que logran una plaza para investigar en el IMP proceden de diferentes disciplinas y nacionalidades y se les ofrece la oportunidad de desarrollar un doctorado exitoso en un centro científico enriquecedor en el centro de Europa.
El proceso de selección de los candidatos tiene lugar dos veces al año. Los aspirantes son invitados al instituto en Viena para superar una serie de entrevistas personales con los líderes de grupo, que se dan durante cuatro días, tras los cuales, se ofrecen las posiciones de doctorando para completar una investigación en el área de investigación deseada.

## Comité Científico Asesor
El IMP cuenta con un Comité científico asesor (SAB, por sus siglas en inglés) conformado por reconocidos líderes científicos internacionales. Cada año el SAB se reúne y asiste a la reunión científica anual interna para evaluar el trabajo desarrollado en el instituto.
La principal tarea del SAB es la de juzgar el trabajo científico de los investigadores, independientemente de sus listas de publicaciones y la de cooperar el peso del director en la toma de decisiones.

## Financiación
El presupuesto del IMP proviene fundamentalmente de Boehringer Ingelheim. Existen aportaciones de otras fuentes, como becas otorgadas por la excelencia científica a investigadores individuales y a proyectos que provienen de organizaciones nacionales e internacionales como la Austrian Science Fund (FWF), la Austrian Industrial Research Promotion Fund (FFG), la Vienna Science and Technology Fund (WWTF) el Centro de Innovación y Tecnología (ZIT) la Ciudad de Viena, el Gobierno Federal Austriaco, la Human Frontiers of Science Programme (HFSP) y la Unión Europea.

## Empleados
Inicialmente, estaba previsto contar con menos de 100 empleados, sin embargo, debido al éxito del instituto, en su corta historia, el número de trabajadores es más del doble en la actualidad.
Además, el IMP pronto ha establecido una favorable reputación internacional, reflejado en los numerosos premios nacionales e internacionales que han sido otorgados a sus científicos o a científicos que establecieron la base de su carrera en el IMP.
El IMP atrae cada año a investigadores de todo el mundo y actualmente hay más de 30 nacionalidades representadas en el instituto.
El ambiente del centro es joven, dinámico e internacional y se favorece el cambio y la promoción de sus empleados con flexibilidad y atrayendo constantemente a nuevos talentos científicos que abren la investigación por nuevas rutas.